# Bandidos Motorcycle Club

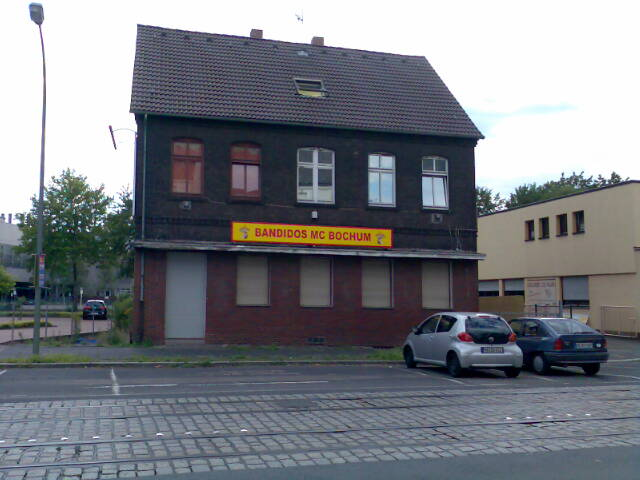
Casa do clube de Bandidos em Bochum, Alemanha

O Bandidos Motorcycle Club, também conhecido como Bandido Nation, é uma gangue de motoqueiros "um porcentista". com uma associação mundial. O clube foi formado em 1966 por Don Chambers, no Texas. Seu lema é "We are the people our parents warned us about". Em 2005, estimou-se que houvesse cinco mil membros em 210 grupos, localizados em 22 países.

## História
A gangue dos Bandidos foi fundada por Donald Eugene Chambers, de 36 anos, em 6 de março de 1966, em San Leon, Texas. Ele nomeou o clube em homenagem aos bandidos mexicanos que viviam de acordo com suas próprias regras e recrutou membros de bares de motoqueiros localmente em Houston, bem como em Corpus Christi, Galveston e San Antonio. Como outras gangues de motoqueiros fora da lei (os Outlaws, os Mongols e Hells Angels), eles se autodenominam como "um porcentistas" ("One Percenters"), uma frase cunhada pelo ex-presidente da Associação Americana de Motociclistas que certa vez declarou que 99% dos motociclistas estavam dentro da lei cidadãos e 1% "fora da lei". No início dos anos 70, a gangue tinha mais de cem membros, incluindo muitos veteranos da Guerra do Vietnã. A maioria do clube é composta por homens caucasianos e hispânicos. O lema deles, conforme relatado no sítio da gangue estadunidense, é "We are the people our parents warned us about".

## Organização
Os Bandidos possui mais de noventa grupos nos Estados Unidos, noventa grupos na Europa, outros dezessete na Austrália e dois na Nova Zelândia, sudeste da Ásia e Oriente Médio.[carece de fontes?]

### Na América do Norte
Nos Estados Unidos, o clube está concentrado no Texas, mas se estende até Louisiana, Missouri, Mississippi, Alabama, Arkansas, Novo México, Colorado, Montana, Wyoming, Dakota do Sul, Utah, Idaho, Nevada, Washington, Oklahoma, Nebraska e vários outros. outros estados.
No Canadá, a gangue Rock Machine em Montreal se fundiu com os Bandidos em 2000; houve um grupo em Toronto, Ontário, até o massacre de Shedden culminar na morte dos membros.

### Na Oceania
O primeiro grupo australiano foi formado em 1983, em Sydney, por ex-membros da gangue dos Comancheros. Eles têm capítulos em Adelaide, Ballarat, Brisbane Beenleigh Bayside, Brisbane City Byron Bay, Cairns, Geelong, Gold Coast, Hunter Region, Ipswich, Melbourne, Mid North Coast, Mid State, Mission Beach, Noosa, Bendigo, Northside, Sunshine Coast, Sydney e Toowoomba — junto com membros nômades.